# Горняк (футбольный клуб, Учалы)
«Горня́к» — российский футбольный клуб из города Учалы (Башкортостан). В 2008—2013 годах выступал на профессиональном уровне в первенстве России.

## История
В 2007 году стал победителем любительского первенства России в зоне «Урал и Западная Сибирь» и получил таким образом право в сезоне 2008 года выступать во втором дивизионе ПФЛ в зоне «Урал-Поволжье». Помимо игр в ЛФЛ в 2007 году (на финальном турнире команда заняла 4-е место) «Горняк» также играл на первенство Республики Башкортостан, где занял второе место. Домашние игры сезона 2007 года команда проводила в посёлке Уральск в 40 км от Учалов.
В июне 2008 года реконструированный стадион «Горняк» был принят приёмной комиссией. На поле был уложен искусственный газон с подогревом, установлены современные трибуны на 3 800 тыс. зрителей. Планировалось также строительство дополнительной трибуны на 2 тыс. мест. В реконструкцию стадиона УГОК вложил 37 млн рублей.
В 2008 году «Горняк» дебютировал на профессиональном уровне. Вадим Феликсович Хафизов ставил в приоритет атакующий футбол и под требования тренера состав команды пополнили более опытные игроки: воспитанники башкирского футбола Леонид Белоусов и Анатолий Завьялов, группа футболистов из Самарской области Алексей Чуравцев, Андрей Бардасов и Станислав Жуков. По итогам первого круга дебютанты финишировали пятыми, одержав 10 побед и 3 ничьих в 17 играх. В перерыве между кругами задача была скорректирована на место в пятёрке сильнейших. В чемпионат Башкортостана была заявлена молодёжная команда «Горняк-2». В дальнейшем руководство клуба планировало заявить «Горняк-2» в первенство ЛФК зоны «Урал и Западная Сибирь». Под эти цели в молодёжную команду были приглашены молодые перспективные игроки из других регионов страны, Дмитрий Голдобин из Перми, вратарь из Тольятти Александр Васильев, воспитанник тамбовского футбола Михаил Тыняный, Алексей Неволин, Альберт Иргалин и Сергей Ефросиньев.
Перед стартом сезона 2009 года в клубе произошли значительные перемены, главная из которых - смена тренера Вадима Хафизова. Вместо Вадима Хафизова главным тренером стал Дмитрий Радюкин, работавший до этого в «Сибири». Смена главного тренера  повлекла за собой значительные перемены в игровом стиле и составе команды. Клуб покинули практически все игроки прошлогоднего состава. Поставив задачу выхода в первый дивизион, после первого круга «Горняк» остановился на четвёртой строчке таблицы. В последствии тренерский штаб возглавил Владимир Евсюков, трудившийся до этого старшим тренером в тольяттинской «Ладе». По итогам сезона 2009 года футбольный клуб «Горняк» занял второе место в турнирной таблице.
В Кубке России 2010/11 клуб сенсационно дошёл до 1/8 финала. На стадии 1/64 учалинцы прошли оренбургский «Газовик», в 1/32 был побеждён «Урал». В 1/16 финала 14 июля в Учалах был обыгран московский «Локомотив» (1:0, гол забил Максим Токарев), в 1/8 финала «Горняк» 22 сентября уступил «Алании» (0:0; 4:5 пен.).
В 2011 году футбольный клуб «Уфа» и «Горняк» Учалы договорились о сотрудничестве в области футбола для совместного развития башкирского спорта. 
29 апреля 2013 года стало известно о том, что футбольный клуб прекратит выступление во втором дивизионе, в мае 2013 года появилась информация о закрытии клуба.
С 2014 года команда воссоздана в статусе любительской и выступает на региональном уровне.
При футбольном клубе «Горняк» имелись шесть групп для детей в возрасте от 6 до 16 лет. В футбольной секции «Горняка» были три тренера, которые проводили тренировки на стадионе.
Владельцем команды являлся Учалинский горно-обогатительный комбинат, который входит в структуру Уральской горно-металлургической компании.

## Результаты выступлений на профессиональном уровне
| Сезон   | Лига/Дивизион                        | Место | И  | В  | Н  | П  | М     | Кубок | Главный тренер                                       |
| ------- | ------------------------------------ | ----- | -- | -- | -- | -- | ----- | ----- | ---------------------------------------------------- |
| 2008    | Второй дивизион зона «Урал-Поволжье» | 4     | 34 | 17 | 9  | 8  | 65–32 | 1/256 | Вадим Хафизов                                        |
| 2009    | Второй дивизион зона «Урал-Поволжье» | 2     | 30 | 17 | 6  | 7  | 42–25 | 1/128 | Дмитрий Радюкин/ и.о.Эркин Вахидов/ Владимир Евсюков |
| 2010    | Второй дивизион зона «Урал-Поволжье» | 4     | 26 | 13 | 8  | 5  | 43–22 | 1/8   | Анатолий Коробочка                                   |
| 2011/12 | Второй дивизион зона «Урал-Поволжье» | 7     | 39 | 14 | 16 | 9  | 57–45 | 1/64  | Анатолий Коробочка/ Владимир Силованов               |
| 2012/13 | Второй дивизион зона «Урал-Поволжье» | 9     | 28 | 8  | 7  | 13 | 22–40 | 1/64  | Дмитрий Радюкин                                      |

## Достижения
- Серебряный призёр Второго дивизиона: 2009 (зона «Урал-Поволжье»)
- Победитель Первенства России среди КФК: 2007 (зона «Урал и Западная Сибирь»)
- Чемпион Башкортостана: 2014
- Обладатель Кубка Башкортостана: 2006[9]
- Обладатель Суперкубка Башкортостана: 2014[9]